# Ioana Postelnicu
Ioana Postelnicu (nume de fată Eugenia Banu, n. 18 martie 1910, Poiana Sibiului, Sibiu, România – d. 28 noiembrie 2004, Bacău, România) a fost o scriitoare română.

## Date biografic
S-a născut la Poiana Sibiului în 1910 și după absolvirea cursurilor Liceului „Domnița Ileana” din Sibiu în 1928 a început cursurile Facultății de Litere și Filosofie ale Universității din Cluj. După doi ani, în 1930, s-a transferat în București, continuând acolo studiile universitare.

## Cariera
În 1937 și-a început cariera literară la Cenaclul „Sburătorul" al lui E. Lovinescu.
Este secretar literar și de presă la Teatrul Național (1940-1944), inspector de teatru la Departamentul Artelor (1946-1948).
Activează la Casa de Creație din București, conduce cenaclul Casei Corpului Didactic „Mihail Sadoveanu”, se ocupă de pagina culturală a ziarului „Națiunea”(1947).
Ioana Postelnicu a realizat o frescă (ecranizată ulterior) a vieții rurale transilvănene în Ciclul Vlașinilor, format din romanele Plecarea Vlașinilor (1964) și Întoarcerea Vlașinilor (1979). În ele a descris viața păstorilor din Mărginimea Sibiului (comuna Poiana) cu care scriitoarea avea legături de sânge.
A primit de două ori Premiul Academiei Române (1943, 1979) și premiul Uniunii Scriitorilor din România pentru întreaga activitate literară.

## Scrieri
- Bogdana, 1939
- Beznă, 1943
- Povestea lui Toma Ferigă, 1952[4]
- Pădurea Poenari, 1953
- Împărăția lui Machidon, piesa in trei acte si un tablou final; Ioana Postelnicu, Tiberiu Vornic, 1956
- Orașul minunilor, 1957
- Șerfi, 1958
- Adolescenții, 1962
- Plecarea Vlașinilor, 1964
- Bezna, 1970
- Toate au pornit de la păpușă, 1972
- Roată gândului, roată pământului, 1977
- Întoarcerea Vlașinilor, 1979
- Frank and Smith Company, 1981
- Ce ne povestesc Milena si Crina, povestiri pentru copii, 1982
- Seva din adâncuri, 1985
- Eternele iubiri, nuvele, 1986
- Remember, 1995
- Urmașii Vlașinilor, 1999

## Traduceri
- Aleksandr Lukin si Dmitri Poleanovski - Frontul din umbra; trad. de Ioana Postelnicu si Igor Vascenco. Bucuresti: Editura pentru Literatura Universala, 1964
- Iakub Kolas - Mlastina; trad. de Ioana Postelnicu si Maria Roth. Bucuresti: Editura pentru Literatura Universala, 1967

## Premii  și Distincții
- Premiul „Udriște Năsturel” al Academiei
- Premiul Asociației Scriitorilor din Brașov
- Premiul „Ion Creangă” al Academiei.[4]
- Ordinul național „Serviciul Credincios” în grad de Cavaler (1 decembrie 2000) „pentru realizări artistice remarcabile și pentru promovarea culturii, de Ziua Națională a României”[6]
- Ordinul național „Pentru Merit” în grad de Comandor (1 decembrie 2000) „pentru realizări artistice remarcabile și pentru promovarea culturii, de Ziua Națională a României”[7]